# Station Cerbère
Station Cerbère is een spoorwegstation in de Franse gemeente Cerbère, en het laatste Franse station op de lijn Montpellier - Barcelona.
Doordat Frankrijk en Spanje verschillende spoorwijdten hebben, moeten reizigers hier of in station Portbou (Spanje) overstappen. Omdat de dienstregelingen aan beide kanten onvoldoende op elkaar afgestemd zijn, kan dit vertraging opleveren. Eerder was deze grensovergang een knelpunt in het internationale goederenverkeer: goederen moesten eveneens aan een van beide kanten van de grens van trein wisselen. Met het openen van de directe spoorverbinding in 2013 Perpignan - Barcelona met continentale spoorwijdte voor goederen is hier een einde aan gekomen.
Reizigersvervoer op lange afstand rijdt sinds 2013 niet meer door Cerbère en Portbou, maar via de Perthustunnel nabij La Jonquera iets westelijker door de Pyreneeën. Een rechtstreekse hogesnelheidstreinverbinding rijdt sindsdien tussen Parijs en Barcelona. Daarvoor reed eerder een Franse TGV tot Station Figueres-Vilafant waar overgestapt kon worden op een directe trein naar Barcelona. Reizigers die voor deze verbinding kozen hoefden al niet meer over te stappen in Portbou of Cerbère.